# تیتی روبن
تی یری روبن (به فرانسوی: Thierry Robin) مشهور به «تیتی» (زاده اوت ۱۹۵۷، فرانسه) موسیقی‌دان، آهنگساز و نوازنده گیتار، بوزوک و عود است. او یک سبکِ موسیقایی بکر و تازه را گسترش داده‌است که با دنیای مدیترانه‌ای، محل تلاقی فرهنگ کولی‌ها و فرهنگ‌های شرقی و اروپایی پیوند خورده‌است.

## مقدمات هنری
تی تی روبن از همان بدوِ فعالیت یک سبک هنری خاص خود را بنا کرده‌است. او به دنبال ایجاد هماهنگی بین فرهنگ‌های مختلفی است که همه روزه با آن‌ها مواجه بوده و این فرهنگ‌ها مستقیماً و عمیقاً او را تحت تأثیر قرار داده‌اند. عمده‌ترین آن‌ها فرهنگ‌های کولی و فرهنگ‌های شرقی آمیخته با محیط مدیترانه‌ای هستند. کامارون د لا ایسلا (خواننده فلامنکو)، استاد منیر بشیر (نوازنده سرشناس عود)، استاد محمد رضا شجریان و یاشار کمال (رمان‌نویس ترک) از جمله راهنمایان دائمی زیبائی‌شناسی در مسیر طی شده توسط تی تی هستند. کسانی که تی تی از اوایل فعالیت هنری خود به آن‌ها استناد می‌کند.
او همچنین اغلب به شعر (مشرب، حافظ، Seamus Heaney و به نقاشی (سزان، ون گوگ) به عنوان سرچشمه الهام متوسل می‌شود.

در کتابچه همراه یکی از سی دی‌های او این نقل قول دیده می‌شود:
نمی‌دانم آیا خواهی توانست درک کنی که با ترکیب خوب و مناسب رنگ‌ها می‌توان شعر گفت، همان گونه که با موسیقی می‌شود چیزهای دلنواز و تسلّی بخش گفت.— ونسان ون گوگ

## مراحل آغازین
از همان اوایل دهه ۸۰، تیتی روبن شروع به آهنگسازی به سبکی کاملاً مختص به خود می‌کند. سبکی که خودش آن را به عنوان «سبک مدیترانه‌ای» توصیف می‌کند و از آن به بعد این سبک را ترک نکرده‌است. در سال ۱۹۸۴ او با گیتار، عود و بوزوک با همراهی حمید خان، نوازنده هندی طبلا برنامه‌هایی اجرا می‌کند. کم‌کم مجموعه سازهای او و نیز پایه‌های سبک بداهه نوازی او شکل می‌گیرند. سی دی «دونوازی عود و طبلا» شاهد این دنیای موسیقی بسیار بدیع است. در این سی دی برخی تم‌ها مانند تبعید را می‌توان یافت که تیتی به کرّات در طول فعالیت هنری خود استفاده و ضبط می‌کند.

## An Tri Breur (سه برادر)
هم‌زمان با اجراهای دونوازی با حمیدخان، که بداهه نوازی‌های ملودیک و ریتمیک به هم می‌آمیزند، تی تی روبن با اریک مارشان، خواننده اهل برتاین (شمال غرب فرانسه) آشنا می‌شود. در سال ۱۹۹۰ رادیوی ملی فرانسه به آن‌ها سفارش ضبط یک سی دی می‌دهد. An Henchou Treuz جایزه آکادمی شارل کرو (به فرانسوی: L'Académie Charles Cros) را دریافت می‌کند، و به این صورت، «سه‌گانه اریک مارشان» (به فرانسوی: Trio Erik Marchand) شکل می‌گیرد. بخش عمده آهنگ‌سازی و تنظیم مجموعه آن بر عهده تی تی روبن است. این گروه که بسیار بدیع و نوآور بوده، سفرهای فراوانی خواهد کرد: جشنواره‌های «womad»، تئاتر شهر پاریس، سالن کوارتز در شهر برست، … جالب است اشاره کنیم که عکسی از این گروه همراه اولین مقاله مختص به موسیقی جهان (به انگلیسی: world music) در دائرةالمعارف Encyclopedia Universalis چاپ شده‌است.
این گروه همچنین در خارج از فرانسه، از کبک کانادا تا هوستون، از مراکش تا بیرزیت اجرا خواهند کرد. در سال ۱۹۹۱ اولین اثر «سه‌گانه اریک مارشان» تحت عنوان An Tri Breur (سه برادر) توسط شرکت Silex منتشرمیشود. از سال ۲۰۰۰، سه‌گانه اریک مارشان هرازگاهی به اجرای برنامه خواهد پرداخت و این بار کیوان شمیرانی با سازهای ضربی گروه را همراهی می‌کند.

## کولی‌ها(بهفرانسوی:Gitans)
این گروه، تی تی را اساساً به عنوان یک نوازنده عود شناسانده بود. هرچند که ساز ویژه‌ای را که او در آن زمان مورد استفاده قرار می‌دهد - و برادر او پاتریک روبن (به فرانسوی: Patrick Robin)، که ساز ساز است، آن را ابداع کرده‌است -، و نیز سبک نوازندگی بدیع و مختص به خود او، عمداً با عود عربی سنتی تفاوت‌های زیادی دارد. یک سی دی که در ژانویه ۱۹۹۳ انتشار یافته‌است، دنیای موسیقائی این موسیقیدان و نوازندهٔ بوزوک و گیتار را بهتر معرفی می‌کند. Gitan نوعی ادای احترام و سپاسگزاری ست که خود هنرمند خواسته‌است نسبت به جماعت کولی‌ها، که دانسته‌های فراوانی را به او ارزانی داشته‌است، به جا آورد.
کولی‌ها در حقیقت یک موزائیک است از گردهمایی هنرمندان مورد احترام تی تی روبن، از شمال هند تا اندلس. با گذر از کشورهای حوزه بالکان. این مجموعه عمدتاً از آهنگ‌های بدیع و بکر تشکیل یافته‌است. این صفحه و گروه ارکستری که از آن پدید می‌آید، مخاطبان وسیعی را جذب می‌کند که هم شیفتگان خبره و کارکشته و هم آماتورهای موزیک مدیترانه‌ای را شامل می‌شود.
گروه Gitans از ژاپن تا هالیوود بول (به انگلیسی: Holywood Bowl) ایالات متحده آمریکا، از آفریقای جنوبی تا جشنواره‌های مشهور اروپائی موسیقی جهان برنامه اجرا خواهد کرد. آهنگ دریای کوچک (به فرانسوی: La petite mer) که بی شک معروف‌ترین اثر آهنگ ساز است، در این سی دی ضبط شده‌است.

## نگاه برهنه
در آغاز سال ۱۹۹۶، با قطع ناگهانی این تجربه گروهی، یک سی دی تکنوازی مبتنی بر بداهه نوازی‌های مدال منتشر می‌شود. «نگاه برهنه» حاصل یک سال تجربه پژوهشی و تجربی است. تی تی روبن، به شیوه یک نقّاش یا یک مجسمه‌ساز، از مدل‌های فراوانی الهام گرفته‌است. این سی دی یک مجموعه از تابلوهای موسیقائی است که پشت سرهم قرار گرفته‌اند. در کتابچه ضمیمه این سی دی، او یک نقل قول از آمادئو مودیلیانی آورده‌است:
«من برای کار کردن نیاز به یک موجود زنده دارم که او را روبروی خودم مشاهده کنم»
او در تمام مدت خلق این اثر، از یک کتاب ژان پیر منتیه الهام گرفته‌است. عنوان کتاب «هنر بدون هنر» است که نگاه زیبائی شناختی هانری کارتیه برسون را تشریح می‌کند.

## Un ciel de cuivre (آسمانی به رنگ مس)
کنسرت‌های Gitans پشت سر هم ادامه پیدا می‌کند و شاهد آن، انتشار یک سی دی (از سوی شرکت Payo Michto) در سال ۱۹۹۷ است.
در سال ۲۰۰۰ آلبوم «آسمانی به رنگ مس» منتشر می‌شود. آلبومی که از نظر خود هنرمند بهترین معرف دنیای موسیقائی او و تنوع آن است. Trio Titi Robin (عود، گیتار، بوزوک، آکاردئون، سازهای کوبه‌ای) که منحصراً از مجموعه آثار سازیِ تی تی تغذیه می‌شود، در خارج از کشور به ویژه خاورمیانه (عراق، اردن، قطر، امارات متحده عربی، عربستان سعودی، لبنان، فلسطین و…) برنامه‌های متعددی اجرا خواهد کرد.

## Titi Robin / Gulabi Sapera
از سال ۱۹۹۲ همکاری تی تی روبن و Gulabi Sapera بدون وقفه ادامه داشته‌است. تی تی کتابی را دربارهٔ زندگی این رقصنده هندی منتشر کرده‌است. Gulabi در این کتاب قصه زندگی خود را در راجستان نقل می‌کند. از او به صورت منظم برای شرکت در کنسرت‌های تی تی دعوت می‌شود. Rakhî کار مشترک از این دو هنرمند در سال ۲۰۰۲ منتشر می‌شود. در سپتامبر ۲۰۰۲، نمایشنامه جیوولا (به فرانسوی: Jivula) منتشر می‌شود. نمایش نامه‌ای که در آن، رقص Gulabi Sapera و آهنگ‌های تی تی روبن با یکدیگر پیوند می‌خورند. این نمایشنامه در سالن‌های متعدد فرانسوی و بین‌المللی روی صحنه می‌رود. در سال ۲۰۰۶ دی وی دی جیوولا و سی دی آنیتا (Anita (madoromusic/naive حاوی چندین فیلم مستند ساخته Sergio Mondelo انتشار می‌یابد. همکاری تی تی روبن با این رقصنده راجستانی در سال ۲۰۰۷ خاتمه پیدا می‌کند. این همکاری‌ها پانزده سال دوام داشته‌است.

## ملاقات‌ها و همکاری‌های هنری
در ماه ژوئن ۲۰۰۶ تی تی روبن همراه Kalou Stalin و Ze Luis Nascimento راهی جشنواره موسیقی Gnawa d’Essaouira در مراکش می‌شود. همچنین یک کنسرت استثنائی با معالم عبدالنبی الکنداری (Moalem Abdenbi el Gadari) به اجرا درمی‌آورند. در ماه اوت ۲۰۰۶ دیدار اولیه و فراموش نشدنی بین تی تی روبن و قوّال لاهوری، فیض علی فیض در جشنواره موسیقی Aux Escales در شهر Saint-Nazaire اتفاق می‌افتد. مدتی بعد همکاری این دو، با خلق اثری در Festival de Saint-Denis انتشار یک سی دی به نام «جادو» و کنسرت‌های بین‌المللی متعدد، گسترده‌تر خواهد شد. تی تی به این مناسبت یک مجموعه ملودیک کاملاً بدیع و نو در خدمت اشعار صوفیانه قوّال تنظیم می‌کند. در ماه مارس ۲۰۰۷ سی دی جدید «ملکه کولی‌ها» Esma Redzepova، با همکاری تی تی روبن تحقق پیدا می‌کند. (Accord Croises) چندین کنسرت برای بزرگداشت انتشار این آلبوم در پاریس (New Morning) و در شهر Arles در جنوب فرانسه در جشنواره Suds Arles برگزار می‌کند.
در دسامبر ۲۰۰۷ تی تی روبن به مناسبت هشتصدمین سال تولد مولانا، یک اثر نو در Théâtre Gérard-Philipe در شهر Saint-Denis فرانسه به روی صحنه می‌برد. این اثر روی اشعار مولانا تمرکز دارد و سهم عمده‌ای را به «دف» اختصاص می‌دهد. نوازنده ایرانی شادی فتحی، در برگردان اشعار مولانا به فرانسه و تنظیم قطعات مربوط به دف با تی تی همکاری می‌کند. علیرضا قربانی، اسحاق چگینی، کیوان شمیرانی، سوف البدوی، Renaud Pion و Colombe Robin جمع حاضر روی صحنه ملحق می‌شوند.

## Kali Sultana
در اکتبر ۲۰۰۸ مشغول اجرای برنامه‌هایی از جنوب تا شمال هند است. او اغلب در شهرهای مختلف شبه قاره هند کنسرت هائی سه نفره اجرا می‌کند و همه روزه به سفارش رادیو بین‌المللی فرانسه مطالبی در وبلاگ آن درج می‌کند.
پاییز سال ۲۰۰۸ «Kali Sultana- سایهٔ غزل» منتشر می‌شود؛ پروژه جدیدی که هم دیسکو گرافیک وهم صحنه‌ای است. یک سویت طولانی در دو بخش، هفت موومنت و سه اینترمد. آلبوم حاوی دو سی دی است. «این آلبوم طولانی از قدرت و روانی یک شعر حماسی و غنائی برخوردار است. مضامین ملودیک و ریتمیک آن پشت سرهم و زنجیروار با یکدیگر مرتبط هستند، به همدیگر جواب می‌دهند و ادامه پیدا می‌کنند. مضامینی که ازطریق الهام آزاد یک موزیک که فاصله‌های بین حرکت بداهه‌ای و سنت مکتوب، بین گفتار انفرادی و روحیه جمعی، بین شور و اشتیاق رقص و تأمل و تعمّق درون نگری و بین دلبستگی به واقعیّت و آرزوی رؤیا را از میان برداشته و به یگانگی و وحدت رسیده‌اند.
این مضامین مثل بقیّه کارهای تی یری روبن تاروپود قصّه‌ای را تشکیل می‌دهند که در مرکز آن، این بار چهره کالی سلطانه نقش می‌بندد «ملکه سیاه». به دنبال انتشار «Kali Sultana سایه غزل»، در سال ۲۰۰۹ یک سلسله کنسرت دارای یک بخش زِهی (دو آلتو و یک ویولن سل) و سازهای بادی که رنو پیون دوباره به نواختن آن‌ها می‌پردازد، برگزار می‌شود. کنسرت‌ها به مدت دو ساعت بی‌وقفه اجرا می‌شوند و تمامی قطعات برنامه زنجیروار و پشت سرهم نواخته می‌شوند.

## Les rives
از اواخر سال ۲۰۰۹ تا سال ۲۰۱۱ تی تی روبن روی اثر سه بخشی خود «برروی ساحل‌ها» کار می‌کند. این اثر طرحی زمان بر است که هنرمند علاقه شدیدی به آن دارد. ضبط یک صفحه صوتی در هریک از سه کشور هند، ترکیه و مراکش، حول مجموعه آثار او، با شرکت نوازندگان محلی و جهت استفاده مردم محلی، به منظور ادای دین به فرهنگ‌هایی که او را شدیداً تحت تأثیر قرار داده‌اند. فرهنگ‌هایی که او خود را مدیون آن‌ها می‌داند. در مرحله سوم سی دی‌های سه‌گانه به صورت یک مجموعه یک جا، برای توزیع دربازارهای اروپائی و بین‌المللی منتشر خواهد شد.
به موازات این تولیدات دیسکو گرافیک، تیتی روبن اجرای برنامه‌های خود را در فرانسه و در سطح بین‌الملل ادامه داده‌است.
او که نامزد جایزه «پیروزی‌های موسیقی سال ۲۰۱۳» (به فرانسوی: Victoires de la Musique) در بخش «موسیقی جهان» شده‌است، فرصت را غنیمت شمرده و یک بحث شدیداً انتقادی در مورد این نوع رویدادهای رسانه‌ای مطرح می‌کند:
«در طول فعّالیت حرفه‌ای خودم، من به دقّت از هر نوع مسابقه‌ای دوری گزیده‌ام. در درجه اول، در یک اثر خلاقانه قیمت وجود ندارد، تجارت وجود ندارد، رقابت وجود ندارد. جستجوی زیبایی تنها چیزی است که این حرکت را راه می‌اندازد»
به مناسبت انتشار بستهٔ «ساحل‌ها»، هنگام اجرای یک کنسرت در مؤسسه «دنیای عرب» در پاریس در ماه نوامبر ۲۰۱۱، تی تی گروه جدیدی را با شرکت مراد علی خان (سرانجی-Sarangi)، سینان چلیک (نی ترک)، المهدی نصولی (gambri، آواز)،Ze Luis Nascimento (سازهای کوبه‌ای) و Francis Varis (آکاردئون) دور هم جمع می‌کند. این گروه ارکسترال به‌طور منظم در سال‌های ۲۰۱۲ و ۲۰۱۳ روی صحنه ظاهر می‌شوند.
در ژوئیه ۲۰۱۱ تیتی در شهرهای مومبه، بنگالور، چینای و دهلی نو یک گروه چهار نفره متشکل از خودش، مراد علی خان (سارانجی)، وی نه میشرا-Viany Mishra (هارمونیوم) و نینایات نتکه- Ninayat Netke (طبله) را، برای رونمائی از صفحه صوتی هندی خود «لعل آسمان» معرفی کرده‌است.

## سبک موزیکال
تی تی روبن آثار خود را به طرق زیر شکل داده‌است:
- آهنگ‌هایی که طی سی سال گذشته شکل داده شده‌اند. سبک او تغییر نکرده‌است، تا جایی که، به عنوان مثال، در سال ۲۰۰۸ او بین آهنگ‌های «کالی سلطانا» از دو تِم ساخته شده در سال‌های پایانی دهه هفتاد استفاده می‌کند، وبسیار مشکل به نظر می‌رسد از لحاظ سبک کوچکترین تفاوتی بین آن‌ها پیدا کرد.

واقعیت این است که خودم هم نمی‌دانم چرا این سبک به من اعطا شده‌است، لیکن من، بدون وقفه، روی شکل‌دادن و صیقل دادن آن کار می‌کنم.— تی تی روبن
- اجراها و بداهه نوازی‌هایی که دستخوش تحول هستند، زیرا، همانند آهنگ‌های او، زندگی و قلب او «تجربیاتی را که حاصل زندگی یک انسان، با تمام محتوای آن اعم از شادی‌ها، رنج‌ها، رؤیاهای بربادرفته و بعضاً یافته‌ها و کشفیات سرّت بخشی هستند، در خود جا داده‌اند.» همچنین تسلط او روی سازها و ارکستراسیون با کسب تجربه‌های متعددی غنی تر شده‌است.
- نمایش‌های صحنه‌ای که از زوایای مختلف، همیشه همان حال و هوای دنیای موزیکی او را مطرح می‌کنند. او سعی دارد که این پرتوافکنی‌های مختلف، معنا و مفهومی به جستجوهای او بدهد. لذت‌های بسیار متفاوت و مکمل یکدیگر، به صورت اجراهای تک نوازی و منزوی، و بداهه نوازی‌های گروهی و شادمانه، موجب می‌شوند که شکل این نمایش‌ها کم و بیش ارکسترال باشد.
- صفحه‌های صوتی که او آن‌ها را به عنوان کاملاً مستقل از کنسرت‌ها پدیدمی‌آورد. به نظر می‌رسد که صفحه‌های صوتی ضبط شده به صورت زنده، نوعی امتیاز است که او برای اطرافیان خود در نظر می‌گیرد.

مثل کتاب‌ها یا تابلوها که کسانی که آن‌ها را تهیه می‌کنند، در ده سال آینده یا در آن سوی کره زمین، به شیوه خود لذت آن‌ها را خواهند چشید، درست همان‌طور که انسان کتابی را می‌خرد، با همان درجه صمیمیت. همه این صفحات ضبط شده قسمت‌هایی از یک مجموعه هستند، مجموعه‌ای که شاید روزی اگر خدا بخواهد، معنا و مفهومی واضح و بدیهی پیدا خواهد کرد.— تی تی روبن
- رویکردهای ویژه و اساسی مثل:
  - کار با مدل‌های، مثل یک نقاش یا مجسمه‌ساز («نگاه برهنه»، کار مقدماتی برای «La Mentale» یا «Kali Sultana»، جایی که او مجدداً از مدل‌هایی برای روح بخشی به الهام خود استفاده می‌کند)، یا کار با رقص در یک دیالوگ (با Gulabi Sapera)
  - پایه‌گذاری آهنگ‌های خود روی منطق موسیقایی به ارث رسیده از یک کارکرد سنتی مرتبط، (مثل چند ریتمی‌های شعبی مراکشی در مضامین «لوواری- Lovari» یا «فاندانسوس مورا- Fandansos Maura» با این هدف که یک مضمون مشخص با یک منطق ارکسترال بیگانه‌ای که به همان شیوه «نفس نمی‌کشد» پیوند نخورده باشد، اتفاقی که در «World Music» اغلب رواج دارد (و این نوع پیوند زدن‌ها یک رویکرد کاملاً متفاوت است که با فلسفه مشخص او فرسنگ‌ها فاصله دارد)
  - عزم جدی به اینکه هرگز در کارهای او نقاط اتصال و بهم دوخته شده، بین آثار مختلف به چشم نخورد، چیزی که ممکن است، برخلاف واقع و ظاهراً موزیک او را بسیار ساده نشان دهد، اما از دید او، این سبک او شاهد و مؤید موفقیت پروژه است.

این چیزی است که من در شعر هم آن را دوست دارم، وقتی عمیق‌ترین ایده‌ها با نهایت سادگی و در نهایت تواضع بیان می‌شود، و از نگاه من، این یکی از مشکل‌ترین کارهاست، زیرا، اینجا، انسان نمی‌تواند تقلب کند، انسان برهنه است.— تی تی روبن
 باید توجه داشت که تی تی برای به رسمیّت شناختن سنت‌هایی که از آن‌ها الهام می‌گیرد، نهایت اهمیت را قائل است.

## نقل قول‌ها
جهان زیبایی‌شناسی من وارث مدرن و امروزی یک تمدن است. تمدنی که کهن و مدیترانه‌ای است، تمدنی که سبک‌های هندی متعددی را از سرتاسر سواحل خود، از کشورهای جنوب بالکان گرفته تا آفریقای شمالی و از سواحل جنوبی اروپا تا مشرق در خود جمع کرده‌است. جهان زیبایی‌شناسی من، روزگاری نه تنها برای بسیاری از هنرمندان، بلکه برای دانشمندان، پزشکان، فلاسفه، صنعتگران، پیشه وران و شاعران منبع الهام بوده‌است. علاوه بر این فرهنگ مدیترانه‌ای برای مدت‌های طولانی از یک رودخانه فرهنگی و فلسفی که از شمال هند و از میانه آسیای مرکزی عبور می‌کند، سیراب شده‌است و این همان مسیری است که کولی‌ها هم آن را طی کرده‌اند. بدین جهت است که من گاهی وقت‌ها از آواز یک کالوی (Kalo) محله سن ژوم درشهر پرپینیان همان استعاره شاعرانه‌ای را می‌شنوم که چند روز قبل از آن، یک لانگای (Langa) راجستانی یا یک قوّال لاهوری برایم نواخته بود. همه این سبک‌ها منتشر می‌شوند، در تقابل با یکدیگر قرار می‌گیرند یا جلب یکدیگر می‌شوند؛ لیکن در حالی که به همدیگر ملحق می‌شوند، همیشه زنده‌اند و به هزار شکلِ مکمل، خود را نمایان می‌کنند؛ بنابراین به عنوان یک آفریننده معاصر، امروز من به هیچ وجه دنبال ترکیب کردن و مخلوط کردن نیستم بلکه برعکس، مسلح به زبانی که خاص خودم است، مسلح به این واژگان و این آهنگ‌ها که مسیر طی شده و هویت مرا شرح می‌دهند، در طلب نوعی ارتباط با عناصر این موزائیک متنوع و در عین حال همگون هستم که بسیار قبل تر از اقدام و رویکرد من وجود داشت— تی تی روبن، متن معرفی پروژه «روی ساحل‌ها»

## آثار

### صفحه‌شناسی
- Duo Luth et Tablâ (avec Hameed Khan), Playasound, 1986.
- An Henchou Treuz (avec Erik Marchand), Ocora/Radio France, 1989.
- An tri breur (Trio Erik Marchand), Silex, 1993.
- Gitans, Silex/Naïve, 1993.
- Le regard nu, Silex/Naïve, 1996.
- Payo michto, Silex/Naïve, 1997.
- Kali gadji, Silex/Naïve, 1998.
- Un ciel de cuivre, Naïve, 2000.
- Rakhi, Naïve, 2002.
- Alezane, Naïve, 2004.
- Ces vagues que l'amour soulève, Naïve, 2005.
- Olé (BOF), Naïve, 2005.
- La Mentale (BOF), Naïve, 2006.
- Anita, Naïve, 2006.
- Kali Sultana Naive, 2009.
- Jaadu (avec Faiz Ali Faiz), Accords Croisés, 2009.
- Laal Asmaan, Blue Frog (Mumbai, Inde), 2011.
- Gül Yapraklari, A.K. Müzik (Istanbul, Turquie), 2011.
- Likaat, Ayouz Vision (Inezgan, Maroc), 2011.
- Les Rives, coffret des trois CD précédents avec un livret et le DVD de la cinéaste indienne, Renuka George, retraçant les enregistrements dans les trois pays, Naïve, 2011.
- La musique des Gitans, Le Petit Cheval d’Étoiles, Livre/CD, une histoire de Béatrice Fontanel illustrée par Charlotte Gastaut, racontée par Jean Diab et mise en musique par Titi Robin, Gallimard Jeunesse, 2008.
- La P'tite Ourse, Livre/DVD, texte de Laure Morali et film d'animation réalisé par Fabienne Collet mis en musique par Titi Robin, Naïve, 2008.

### مشارکت به عنوان هنرمند مهمان (در سایر برنامه‌ها)
- Sag An Tan El, Erik Marchand / Le Taraf De Caransebes, (sur les titres "Marv eo ma mestrez", "Madam la Frontière", "An danserien" et "Le libertin"), Silex, 1994.
- Dor, Erik Marchand / Le Taraf De Caransebes, (sur les titres "Ton Moldav", "Gwellan Amzer", "Doina Haiducilor" et "Kannen ma mestrezed"), Sony Music/Rca Victor, 1998.
- Identités, Idir, (sur le titre "Fable"), Sony/Saint Georges, 1999.
- Djezaïr , Kadda Cherif Hadria, (sur les titres "Brit" et "Awiliya"), Naïve, 2001.
- Somos Gitanos, Gipsy Kings, (sur le titre "Majiwi"), Columbia, 2001.
- Mon Histoire, Esma, reine des Tsiganes, Esma Redzepova, (sur les titres "Mon histoire", "Aman Aman", et "Hommage à Esma"), Accords Croisés, 2007.

### فیلم‌شناسی
- خانواده پرجمعیت، مستند فیلم‌برداری شده (در منزل تی تی روبن، محله رزره در شهر آنژه و محله کولی‌های سن ژاک در پرپینیان) و هندوستان (جیپور) به کارگردانی هوبر بودور (برای فروش عرضه نشده‌است)
- جیوولا، مستند «نسیم سفر» و «رقص مار» (معرفی رقصنده، Gulabi Sapera و کار مشترک او با تی تی روبن)، فیلم‌برداری از کنسرت، دییاپورامای موزیکال با عکس‌های کار لویی ونسان و سی دی به صورت زنده ضبط شدهٔ «آنیتا»، به کارگردانی سرجیو موندلو